# Оти (язык)
Оти (Chavante, Euchavante, Oti) — мёртвый изолированный индейский язык, на котором раньше говорил народ оти, проживающий в муниципалитете Сан-Паулу штата Сан-Паулу в Бразилии. Последний носитель оти умер в 1988 году. Несмотря на своё название "чаванте", этот язык не следует путать ни с языком шаванте (семья же), ни с языком офайе, относящийся к семье языков макро-же.